# 사가와 잇세이
사가와 잇세이(일본어: 佐川一政, 1949년 4월 26일 ~ 2022년 11월 24일)는 1981년 6월 11일에 발생한 파리 인육 사건의 범인인 일본인 남성이다. 2022년 11월 24일 도쿄의 한 병원에서 폐렴 합병증으로 73세의 나이로 사망했다.
그는 범행 후 체포되어 범행을 자백하였으나, 심신상실 상태라는 이유로 무죄 선고를 받았다. 그가 범행의 경험을 토대로 1983년에 프랑스의 정신병원에 있는 동안 쓴 글은 같은 해 9월에 '안개 속'(霧の中)이라는 제목을 단 책으로 출판되었으며, 이 책은 20만 권이 넘게 팔려나가면서 베스트셀러가 되었다.
이로 유명세를 타게 되자 '신센죠노 아리아'라는 성인 드라마에도 출연하였으며, 타블로이드 신문에 컬럼을 게재하기도 하였다. 또한 일본 내에서 광고를 찍거나 AV에 진출했다.

## 파리 인육 사건
사가와 잇세이는 파리 대학교에서 영문학을 전공하던 일본인 유학생이었다.
1981년 6월 11일 밤(파리 현지시각), 학급 동료였던 네덜란드 여성 유학생 르네 하르테벨트(Renée Hartevelt, 1956년생)를 집으로 불러 저녁 식사를 함께 하고 문학에 대한 이야기를 나누었다. 그 후, 그는 그녀를 소총으로 살해한 후 옷을 벗겨 사체와 성관계를 가졌으며, 그녀의 사지를 토막낸 후 사진을 촬영하고 사체의 일부를 후라이팬으로 요리하여 먹었다.

6월 13일, 남은 사체를 여행 가방에 담아 불로뉴의 숲의 연못에 유기하려다 목격자에게 발각되자 도주하였다.
사체를 발견한 목격자에 의해 수사가 진행되자, 다급해진 그는 은행에서 돈을 인출하고 일본으로 도주를 시도하였지만, 이틀 후인 6월 15일에 체포되었다.
그는 범행을 자백하였고, 정신감정을 위해 병원으로 보내졌지만, 의사가 그가 1살 때 앓은 장염을 뇌염으로 오인해 심신상실이라는 판정을 내려 불구속 기소 처분을 받게 되었다.
심신상실로 그는 무죄가 선고되고, 교도소가 아닌 앙리 코란 정신 병원에 무기한 입원 조치 되었으며, 14개월 후인 1982년 10월에 국외추방되었다.
일본으로 돌아온 그는 도쿄 도립 마츠자와 병원에 입원하였지만, 1년후인 1985년 8월에 퇴원하였다.
일본 경찰은 귀국한 그를 체포해 재판에 회부하여 처벌할 방침이었지만, 프랑스 경찰측은 불기소처분된 사람의 수사자료는 제공할 수 없다며 수사자료의 인도를 거부하여 결국 처벌은 내려지지 않았다.
그는 범행 이전부터 일반적 상식으로 이해할 수 없는 성적 도착증을 종종 드러내곤 하였으며, 고교시절에는 정신과 의사에게 인육에 관심을 갖고 있었다고 자주 의논했지만 의사는 크게 문제삼지 않았다.
와코 대학교 재학 시절에는 인근에 사는 중년의 독일인 여성을 먹을 목적으로 자택에 침입하여 체포되었으며, 당시 구리타 공업의 사장이였던 그의 아버지 사가와 아키라의 합의금에 고소가 취하되었다.

## 같이 보기
- 우위안춘